# Алио, Луи
Луи Алио (фр. Louis Aliot; 4 сентября 1969, Тулуза) — французский политический деятель, юрист по профессии, вице-президент Национального объединения (ранее под названием Национальный фронт), с 16 января 2011 года член Исполнительного аппарата FN Исполнительный комитет и ЦК. Алио был региональным советником с 1998 года (Юг-Пиренеи : 1998—2010, Лангедок-Руссильон : 2010-) и муниципальным советником Перпиньян (2008—2009).

## Биография и политическая карьера
Алио родился в Тулузе, Верхняя Гаронна, в семье этнических франко-алжирцев еврейского происхождения, которые проживали в Алжире. На французских региональных выборах 1998 года он был избран региональным советником департамента Южные Пиренеи и представлял департамент Верхняя Гаронна в течение шести лет.
Стал близким соратником лидера FN Жан-Мари Ле Пен и играл активную роль в Ле Пена 2002 избирательной кампании.
В региональных выборах в 2004 году он возглавил список FN в Южных Пиренеях и 11,78 % (141,598 голосов) в первом туре и 12,06 % (149.417 голосов) во втором и стал лидером группы ФН в областном совете в течение шести лет (2004—2010).
В муниципальных выборах 2008 года, он возглавил список FN в г. Перпиньян, 12,29 % в первом раунде (4543 голосов) и 10,42 % в стоках (4,368 голосов) во втором. Его результат был одним из немногих хороших результатов для FN, который был нанесен серьезный урон по всей стране.
В 2009 на муниципальных выборах, он снова возглавил список FN, но потерял место в первом раунде (9,42 %, 3,382 голосов). С июня 2009 года FN не представлена в муниципальном совете Перпиньяна. Для того, чтобы принять участие во втором туре, партия должна пересечь минимальный порог в 10 % действительных голосов.
В европейских выборах 2009 года, он возглавил список FN в Юго-Западной Франции. С результатом в 5,94 % (155,806 голосов), он не был избран.
В региональных выборах 2010 года он возглавлял список в Восточных Пиренеях. 13,64 % (19,785 голосов) в первом туре, 19,99 % (30,581 голосов) во втором с двумя советниками, избранных в Восточных Пиренеях. После того, как он находился двенадцать лет в областном совете Южных Пиренеев, он был региональным советником в Лангедок-Руссильон с марта 2010 года.
В окружных выборах 2011 года, он был кандидатом FN в городском округе Перпиньян-9. Опрос 34,61 % (1083 голосов), он выиграл первый тур с большим отрывом. Несмотря на 11,63 % (514 голосов) во втором туре, он потерпел поражение от социалистического кандидата.
В 2012 году, во время президентских выборов, Алио был оперативным руководителем кампании Марин Ле Пен и одним из ее идеологов. Одной из самых известных поездок Алио была поездка в  Израиль в декабре 2011 года для встречи с местными политиками и французскими гражданами для установления связи.
Он избирался вместе с Флорианом Филиппо, представитель партии в выборах в законодательные органы. В первом избирательном округе департамента Восточные Пиренеи он набрал 24,13 % голосов в первом туре, но он оказался на третьем месте с 23,24 % во втором туре; кандидат от левой партии выиграл с 42,95 %.